# دلاویریدین
دلاویریدین (انگلیسی: Delavirdine) (DLV) (نام تجاری Rescriptor) یک مهارکننده ترانس کریپتاز معکوس غیر نوکلئوزیدی (NNRTI) است که توسط ویو هلت‌کر به بازار عرضه شده‌است.
این دارو به عنوان بخشی از درمان ضد رتروویروسی بسیار فعال (HAART) برای درمان ویروس نقص ایمنی انسانی (HIV) نوع ۱ استفاده می‌شود. این دارو به‌شکل مسیلات ارائه می‌شود.  دوز توصیه شده ۴۰۰ میلی‌گرم، سه بار در روز است.
اگرچه دلاویردین در سال ۱۹۹۷ توسط سازمان غذا و داروی ایالات متحده تأیید شد، اثربخشی آن کمتر از سایر NNRTIها، به ویژه افاویرنز است، و همچنین دارای یک برنامه نامناسب است.  این عوامل باعث شده‌است که DHHS ایالات متحده استفاده از آن را به عنوان بخشی از درمان اولیه توصیه نکند. خطر مقاومت متقاطع در کلاس NNRTI، و همچنین مجموعه پیچیده‌ای از تداخلات دارویی آن، جایگاه دلاویریدین را در درمان خط دوم و درمان نجات نامشخص می‌کند و در حال حاضر به ندرت استفاده می‌شود.

## تداخلات
مانند ریتوناویر، دلاویردین یک مهارکننده ایزوآنزیم سیتوکروم P450 CYP3A4 است و با بسیاری از داروها تداخل دارد. نباید با طیف گسترده‌ای از داروها، از جمله آمپرناویر، فوزامپرناویر، سیمواستاتین، لوواستاتین، ریفامپین، ریفابوتین، ریفاپنتین، خار مریم سنت جان، میدازولام، تریازولام، داروهای ارگوت و چندین داروی ریفلوکس تجویز شود.

## اثرات نامطلوب
شایع‌ترین عارضه جانبی راش متوسط تا شدید است که در ۲۰ درصد بیماران رخ می‌دهد. سایر عوارض جانبی رایج عبارتند از: خستگی، سردرد و حالت تهوع.  سمیت کبدی نیز گزارش شده‌است.

## سنتز

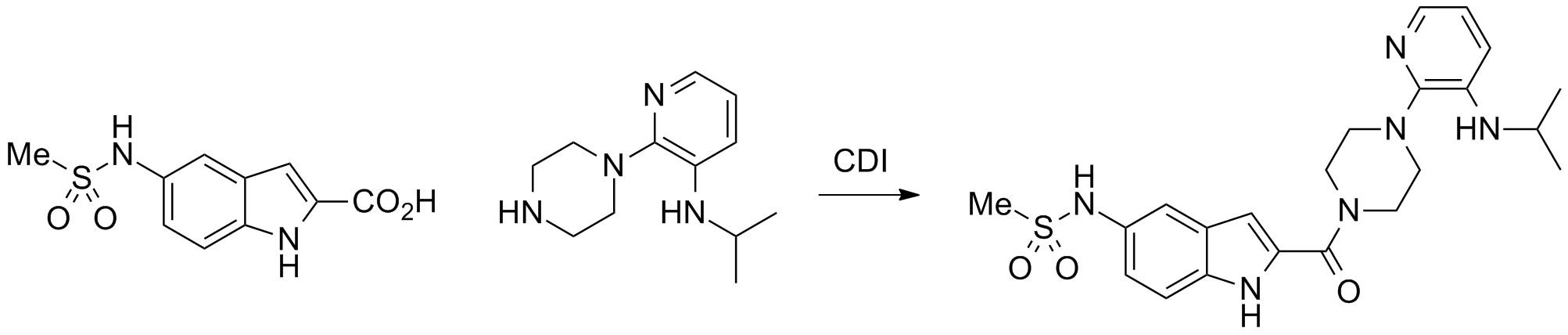
سنتز دلاویریدین: